# Asesinato de Marisel Zambrano
Adriana Marisel Zambrano, conocida como Marisel Zambrano o "Lili" Zambrano (Jujuy, 12 de enero de 1980 - Palpalá, 13 de julio de 2008), fue una mujer argentina asesinada por José Manuel Alejandro Zerda, expareja y padre de su hija. Zerda fue condenado a 5 años de prisión efectiva, debido a que el tribunal que lo enjuició consideró que no había tenido la intención de matar a Marisel, encuadrando así el crimen en la figura atenuada de homicidio preterintencional.
El caso de Marisel Zambrano no recibió cobertura de la prensa provincial ni nacional, hecho atribuido a la intención de invisibilizar la violencia de género en general y la impunidad con la que se cometen feminicidios, en particular. Por dicha razón, la organización feminista La Casa del Encuentro, decidió difundir el caso y denominar al Observatorio de Femicidios en Argentina que sostiene, como Observatorio de Femicidios Adriana Marisel Zambrano.

## Crimen y muerte
El 13 de julio de 2008 Adriana Marisel Zambrano fue atacada por su expareja y padre de su hija menor, José Manuel Alejandro Zerda, golpeándola en su cama, donde también se encontraba la hija de ambos de nueve meses, con un nivel de construcción y a golpes de puño y puntapiés. Luego de golpearla en el rostro y en el cráneo, Zerda se retiró dejando a Marisel muerta en la cama, con pérdida de masa encefálica, al lado de la beba.
Marisel había sido agredida por Zerda reiteradamente con anterioridad, incluyendo quemaduras con cigarrillos y golpes en todo el cuerpo. Su hermana relata en una nota periodística que:

Marisel tenía otra hija de una pareja anterior, que ahora tiene 14 años. La nena me cuenta que mi hermana le pedía por favor que no dijera nada. Marisel le pedía que se quedara en silencio, tenía miedo.

## El juicio
José Manuel Alejandro Zerda fue enjuiciado por la Sala III de la Cámara en lo Penal de Jujuy, pero lo condenó a solo cinco años de prisión efectiva, debido a que los jueces consideraron que se trató de un "homicidio preterintencional", es decir, que el atacante no había tenido intención de matarla. Los medios de comunicación no cubrieron el caso.

## La tenencia de los hijos
En el caso de Marisel Zembrano se presentó un tema colateral a los feminicidios, que se relaciona con la patria potestad de los hijos que el asesino y la víctima pudieron haber tenido en común. La ley y los jueces, en Argentina y otros países, desconectan el hecho de que el padre mató a la madre, de la capacidad del padre para hacerse cargo de los hijos, luego de haber asesinado a la madre. Por esta razón, como la patria potestad de los hijos sigue quedando en cabeza del padre luego de asesinar a la madre, se puede presentar el caso de que el padre sea la persona que tiene a cargo a los hijos.
Este es la situación en el caso Zembrano, porque como en julio de 2013 habrá cumplido su pena y quedaría en libertad, legal y judicialmente es posible que la tenencia de la hija de Marisel Zembrano con Zerda, quede a cargo de este último. Tanto la familia de Marisel como las organizaciones feministas se oponen a esta posibilidad y critican el hecho de que la ley lo permita.

## La movilización feminista
En 2009 la organización feminista La Casa del Encuentro publicó un informe sobre Femicidios en Argentina en 2008, sobre la base de la información recopilada en periódicos nacionales y provinciales y las agencias de noticias DYN y Télam, debido a que no existían hasta ese momento estadísticas oficiales sobre el tema. La familia de Marisel Zambrano se comunicó entonces con la Casa del Encuentro y les informó del caso.
La organización decidió difundir el caso, movilizarse para exigir "verdadera Justicia para Adriana Marisel Zambrano" y denominar al Observatorio de Femicidios en Argentina que sostiene, como Observatorio de Femicidios Adriana Marisel Zambrano. La acción puso de relieve la violencia de género, la gravedad del feminicidio y la existencia de una "justicia machista" en Argentina, así como las implicancias para la impunidad de estos crímenes, de la invisibilización y del uso como recurso jutificador, del estado de emoción violenta y la preterintención, como atenuantes.
Asimismo, diversas organizaciones y referentes del movimiento feminista cuestionaron la sentencia por haber recurrido al atenuante del homicidio preterintencional y las coberturas mediáticas del caso y la reproducción de los estereotipos de género.

## Ley estableciendo el delito de feminicidio
Las denuncias del movimiento feminista sobre la impunidad y la legitimación que el concepto de "emoción violenta" y "homicidio preterintencional" generaba en los feminicidios, llevó a una modificación del Código Penal a fin de eliminar la figura de la emoción violenta del feminicidio, que se concretó con la Ley 26.791 sancionada el 14 de noviembre de 2012.

### Otros feminicidios en Argentina
- Alicia Muñiz
- María Soledad Morales
- María Marta García Belsunce
- Wanda Taddei